# Zapasy na Letnich Igrzyskach Olimpijskich 1960 – kategoria ponad 87 kg w stylu wolnym
Zmagania mężczyzn ponad 87 kg to jedna z ośmiu męskich konkurencji w zapasach w stylu wolnym rozgrywanych podczas Letnich Igrzysk Olimpijskich 1960. Pojedynki w tej kategorii wagowej odbyły się w dniach 1 – 6 września.
Punktacja opierała się na systemie „złych punktów karnych”. Zwycięzca otrzymywał zero punktów za wygraną przez „tusz” (łopatki), a jeden punkt za wygraną na punkty. Dwa punkty przyznawano zawodnikom za remis. Za porażkę na punkty zawodnik otrzymywał trzy punkty, a za przegraną na łopatki przyznawano 4 punkty karne. Uzyskanie sześciu lub więcej punktów eliminowało zapaśnika z turnieju. Najlepsza trójka walczyła w rundzie finałowej. 

## Klasyfikacja[1]
| Pozycja | Nazwisko             | Kraj              |
| ------- | -------------------- | ----------------- |
| 1       | Wilfried Dietrich    | Niemcy            |
| 2       | Hamit Kaplan         | Turcja            |
| 3       | Sawkudz Dzarasow     | ZSRR              |
| 4       | Pietro Marascalchi   | Włochy            |
| 5       | Lutwi Achmedow       | Bułgaria          |
| 6       | János Reznák         | Węgry             |
| 7       | Bertil Antonsson     | Szwecja           |
| 8       | William Kerslake     | Stany Zjednoczone |
| 9       | Ken Richmond         | Wielka Brytania   |
| 10      | Yaqub-Ali Shourvarzi | Iran              |
| 10      | Lucjan Sosnowski     | Polska            |
| 12      | Muhammad Nazir       | Pakistan          |
| 13      | Ray Mitchell         | Australia         |
| 14      | Nizam-ud-din Subhani | Afganistan        |
| 15      | Max Widmer           | Szwajcaria        |
| 15      | Max Ordman           | Południowa Afryka |
| 15      | Kaoru Ishiguro       | Japonia           |

## Wyniki

### Pierwsza runda[2]
| Zwycięzca            | Punkty karne | Wynik     | Przegrany            | Punkty karne |
| -------------------- | ------------ | --------- | -------------------- | ------------ |
| Sawkudz Dzarasow     | 0            | Łopatki   | Kaoru Ishiguro       | 4            |
| Yaqub-Ali Shourvarzi | 0            | Łopatki   | Max Ordman           | 4            |
| Bertil Antonsson     | 0            | Łopatki   | Max Widmer           | 4            |
| Wilfried Dietrich    | 0            | Łopatki   | Ray Mitchell         | 4            |
| János Reznák         | 1            | Na punkty | William Kerslake     | 3            |
| Ken Richmond         | 0            | Łopatki   | Nizam-ud-din Subhani | 4            |
| Lutwi Achmedow       | 0            | Łopatki   | Muhammad Nazir       | 4            |
| Hamit Kaplan         | 0            | Łopatki   | Lucjan Sosnowski     | 4            |
| Pietro Marascalchi   | 0            | Bez walki |                      |              |

### Druga runda[3]
| Zwycięzca          | Punkty karne | Wynik     | Przegrany            | Punkty karne |
| ------------------ | ------------ | --------- | -------------------- | ------------ |
| Pietro Marascalchi | 0            | Łopatki   | Kaoru Ishiguro       | 8            |
| Sawkudz Dzarasow   | 0            | Łopatki   | Yaqub-Ali Shourvarzi | 4            |
| Bertil Antonsson   | 0            | Łopatki   | Max Ordman           | 8            |
| Wilfried Dietrich  | 0            | Łopatki   | Max Widmer           | 8            |
| János Reznák       | 3            | Remis     | Ray Mitchell         | 6            |
| William Kerslake   | 3            | Łopatki   | Ken Richmond         | 4            |
| Muhammad Nazir     | 5            | Na punkty | Nizam-ud-din Subhani | 7            |
| Hamit Kaplan       | 2            | Remis     | Lutwi Achmedow       | 2            |
| Lucjan Sosnowski   | 4            | Bez walki |                      |              |

### Trzecia runda[4]
| Zwycięzca          | Punkty karne | Wynik     | Przegrany            | Punkty karne |
| ------------------ | ------------ | --------- | -------------------- | ------------ |
| Pietro Marascalchi | 0            | Łopatki   | Lucjan Sosnowski     | 8            |
| Sawkudz Dzarasow   | 0            | Łopatki   | Bertil Antonsson     | 4            |
| Wilfried Dietrich  | 0            | Łopatki   | Yaqub-Ali Shourvarzi | 8            |
| János Reznák       | 4            | Na punkty | Ken Richmond         | 7            |
| Lutwi Achmedow     | 4            | Remis     | William Kerslake     | 5            |
| Hamit Kaplan       | 2            | Łopatki   | Muhammad Nazir       | 9            |

### Czwarta runda[5]
| Zwycięzca         | Punkty karne | Wynik     | Przegrany          | Punkty karne |
| ----------------- | ------------ | --------- | ------------------ | ------------ |
| Sawkudz Dzarasow  | 0            | Łopatki   | Pietro Marascalchi | 4            |
| Wilfried Dietrich | 1            | Na punkty | Bertil Antonsson   | 7            |
| János Reznák      | 6            | Remis     | Lutwi Achmedow     | 6            |
| Hamit Kaplan      | 3            | Na punkty | William Kerslake   | 8            |

### Piąta runda[6]
| Zwycięzca         | Punkty karne | Wynik   | Przegrany          | Punkty karne |
| ----------------- | ------------ | ------- | ------------------ | ------------ |
| Wilfried Dietrich | 1            | Łopatki | Pietro Marascalchi | 8            |
| Sawkudz Dzarasow  | 2            | Remis   | Hamit Kaplan       | 5            |

### Szósta runda[7]
| Zwycięzca         | Punkty karne | Wynik   | Przegrany        | Punkty karne                  |
| ----------------- | ------------ | ------- | ---------------- | ----------------------------- |
| Sawkudz Dzarasow  | 2            | Remis   | Hamit Kaplan     | 2 (zaliczony wynik z V rundy) |
| Wilfried Dietrich | 0            | Łopatki | Sawkudz Dzarasow | 6                             |
| Wilfried Dietrich | 2            | Remis   | Hamit Kaplan     | 4                             |